# Sân bay Gustavo Artunduaga Paredes
Sân bay Gustavo Artunduaga Paredes (IATA: FLA, ICAO: SKFL) là một sân bay ở Florencia, Colombia. Sân bay này có 1 đường băng dài 1500 m bề mặt nhựa đường. Năm 2007, sân bay này đã phục vụ 45.636 lượt khách, thông qua 869 tấn hàng hóa với 5.958 lượt chuyến.

## Các hãng hàng không và các tuyến bay
- Avianca (Bogotá)
- SATENA (Bogotá)